# Cluj-Napoca
Cluj-Napoca (ungerska: Kolozsvár, tyska: Klausenburg) är en stad (municipiu) i det historiska landskapet Transsylvanien i nordöstra Rumänien. Den utgör residensstad i länet Cluj och är Transsylvaniens största och samtidigt Rumäniens näst största stad.

## Historia
Under Nicolae Ceaușescus tid anlades fabriker, och arbetare tvångsförflyttades till staden som i och med detta förändrades. Ceaușescu lade år 1974 efterleden "-Napoca" till stadens namn Cluj. Ett av de rumänska ölen, Ursus, har en fabrik här.
Under den Rumänska revolutionen 1989 var Cluj-Napoca en av städerna där uppror och demonstrationer förekom – 26 dödades och runt 170 personer sårades under oroligheterna.
Då staden fram till 1920 låg i Ungern fanns där tidigare en stor ungersk befolkning. Denna försvann så gott som helt under sent 1990-tal/tidigt 2000-tal åren då en extremt rumänsk-nationalistisk borgmästare uttryckte att han ville "städa staden från ungrare, zigenare och hundar". Nu är staden till stor del rumänsk. År 2003 eller 2004 avsattes den nationalistiske borgmästaren. Rumänska flaggan pryder fortfarande varje lyktstolpe. Parkbänkarna och gungorna, målade i dess färger, står kvar.
Det högerextrema Storrumänska partiet har sedan dess förlorat borgmästarposten. Den nye borgmästaren gjorde under 2005 några symboliska löften, som till exempel att inte riva statyn av den ungerske kungen Mattias I Corvinus (Mátyás Hunyadi) som står på stadens torg.

## Demografi
Staden har en yta på 179,5 km² och har strax över 320 000 invånare. Vid folkräkningen 2002 var 79,4 procent rumäner och 19,0 procent ungrare. Resterande 1,6 procent utgjordes av bland annat judar, romer och tyskar. Genomsnittlig årlig befolkningstillväxt på -2,2 procent. 8,5 procent arbetslösa. 14,1 procent av befolkningen är personer under 15 års ålder och 3,9 procent över 75 år.

## Kultur
Staden har av tradition varit ett utbildnings- och kulturcentrum. Ett flertal teatrar ger klassiska och nyskapande stycken. Vidare finns här sex universitet. Babeş-Bolay-universitetet anordnar bland annat sommarkurser i rumänska.
Cluj har ett fotbollslag vid namnet CFR Cluj.

## Bilder

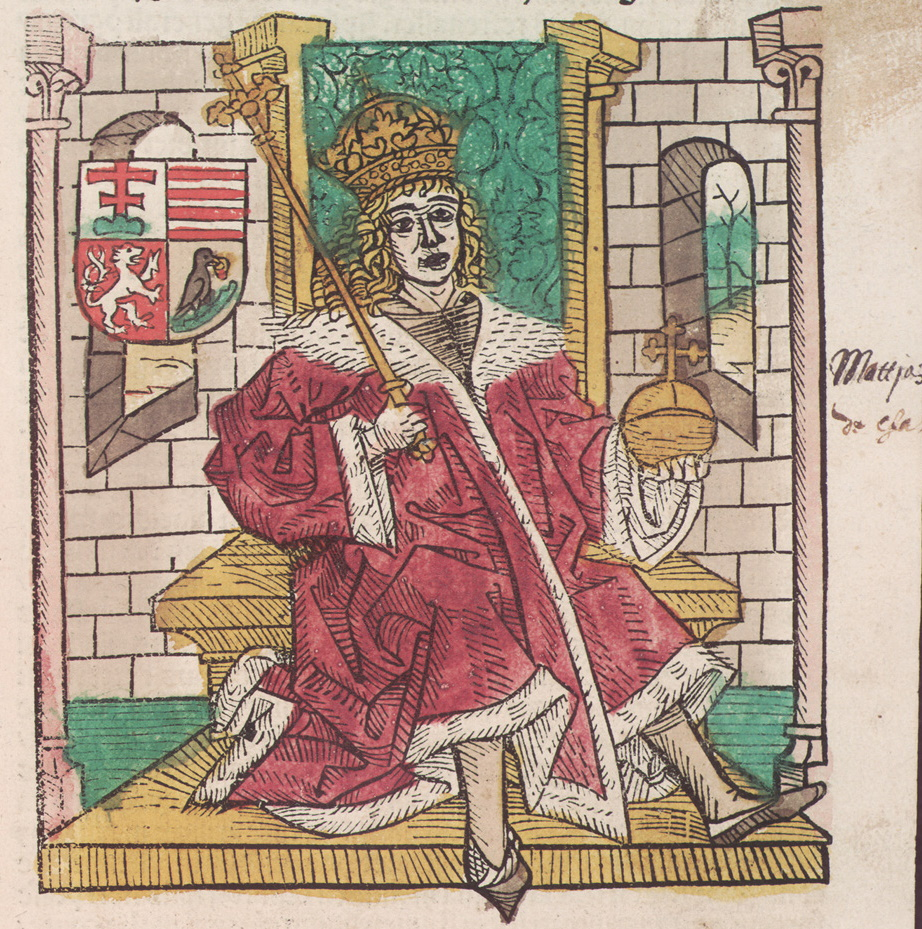
Mattias I Corvinus.
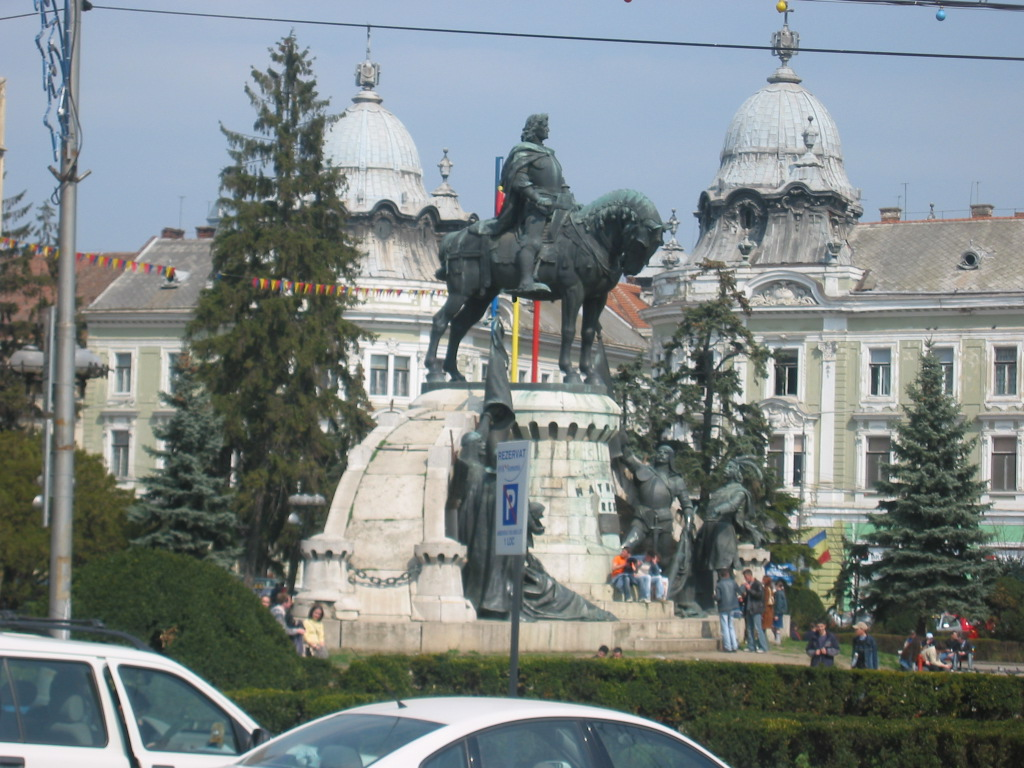
Staty av Mattias Corvinus utförd av János Fadrusz.
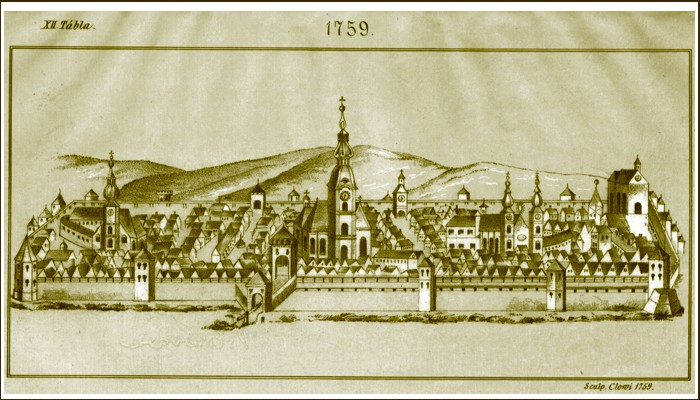
Cluj (1759).
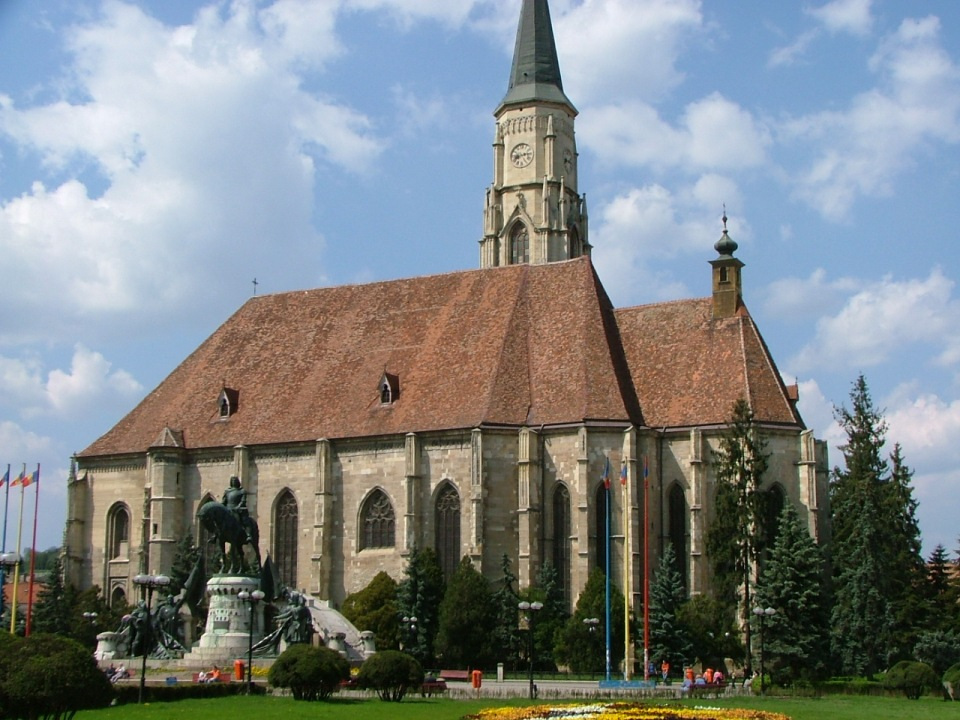
St. Mikaelskyrkan.
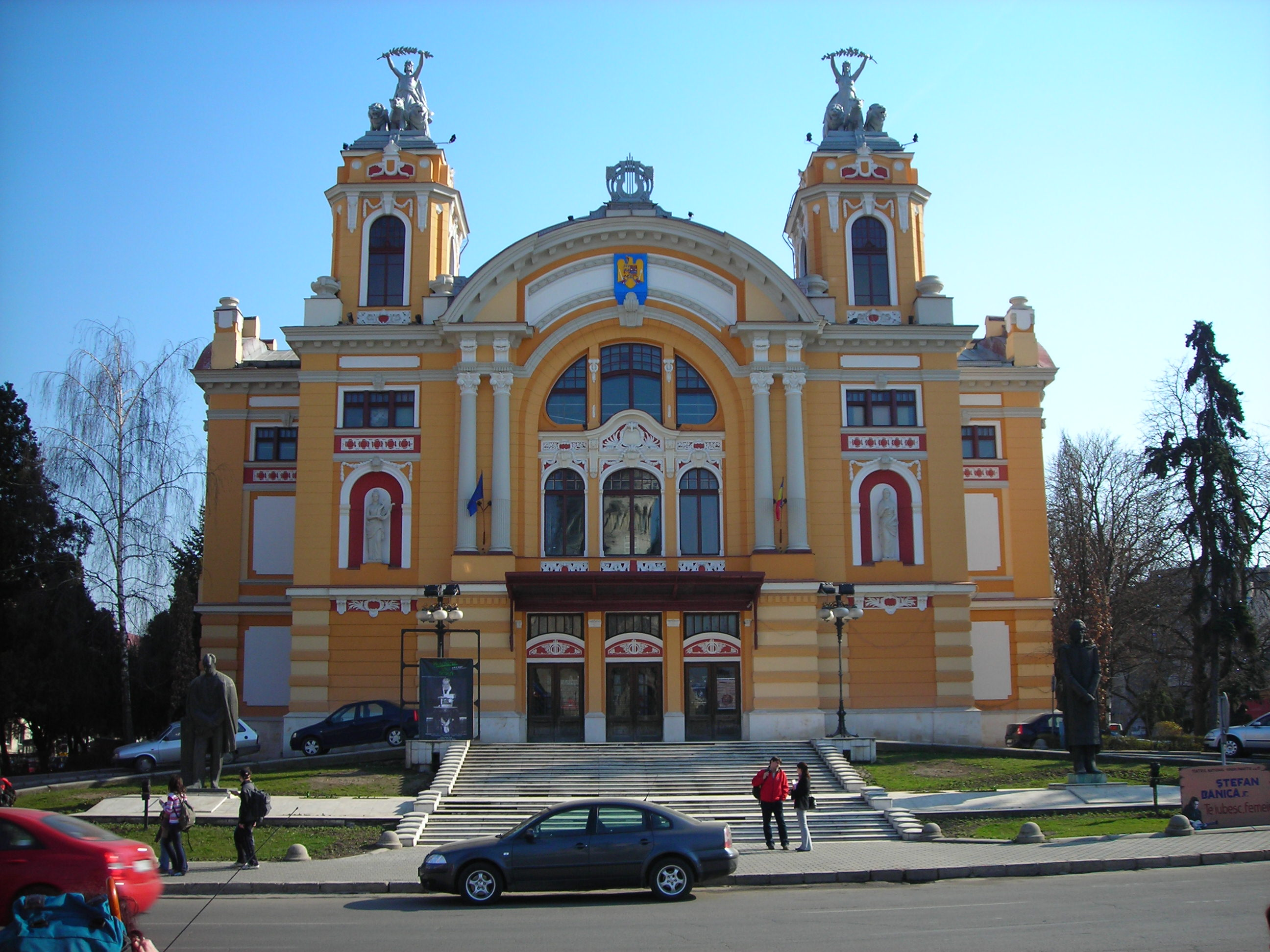
Teatern "Lucian Blaga".
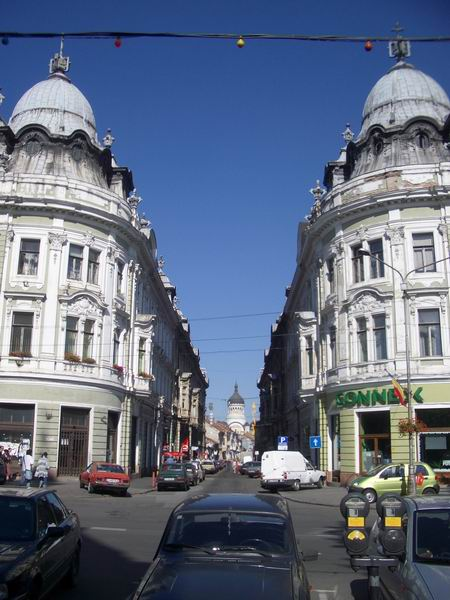
Gatan "Iuliu Maniu".
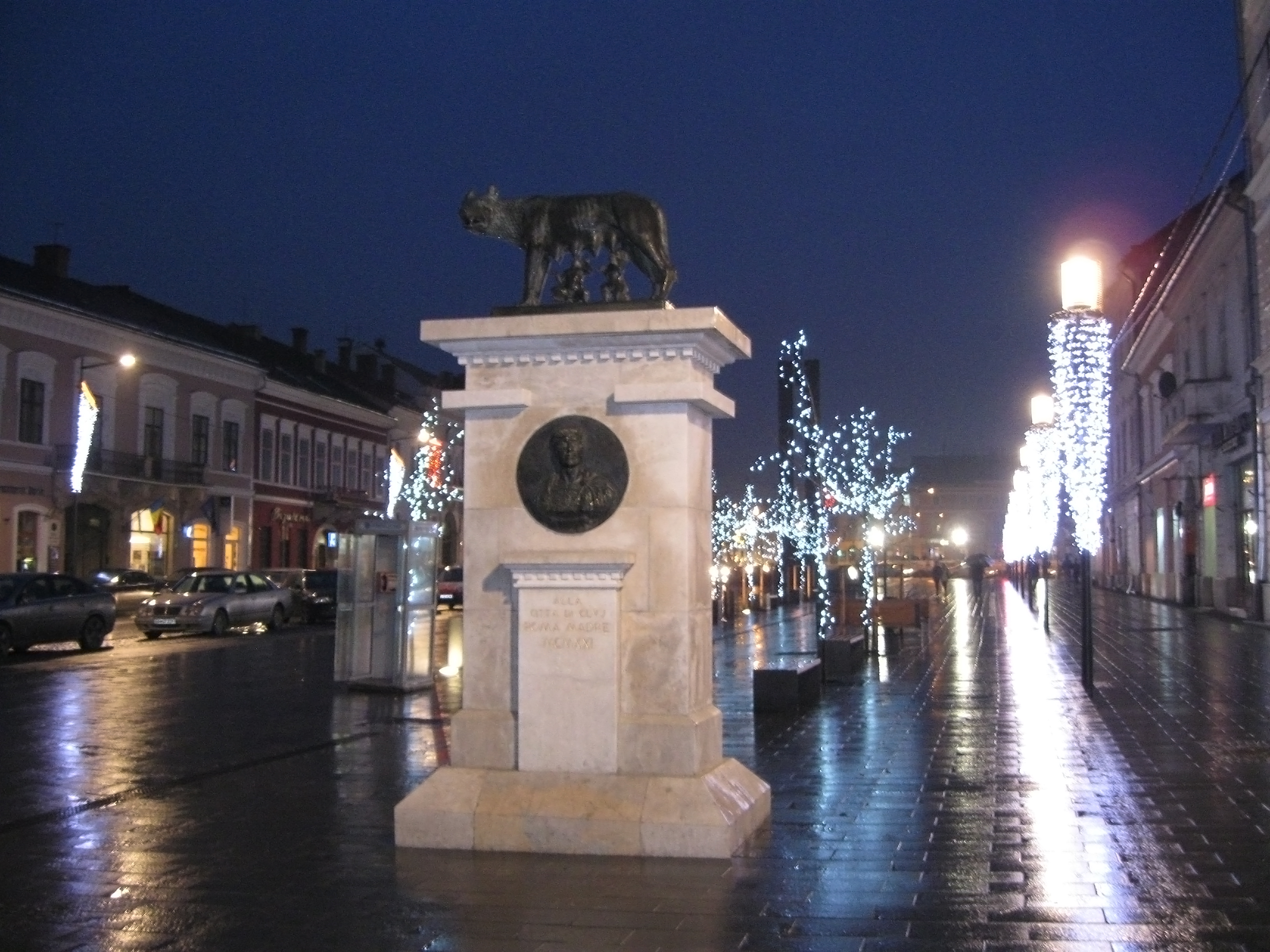
Gatan "Eroilor".
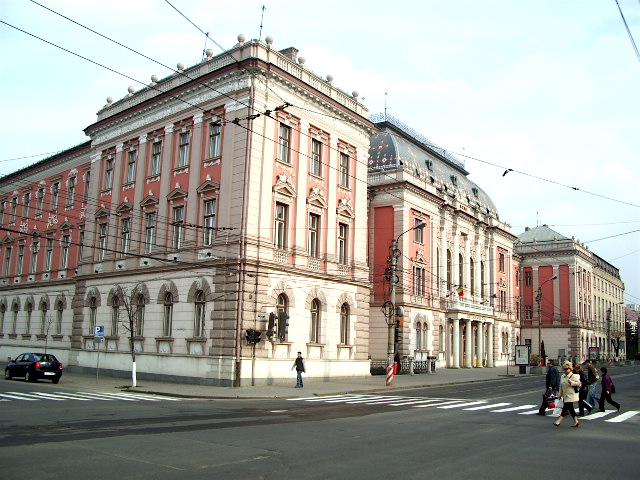
Domstolen.
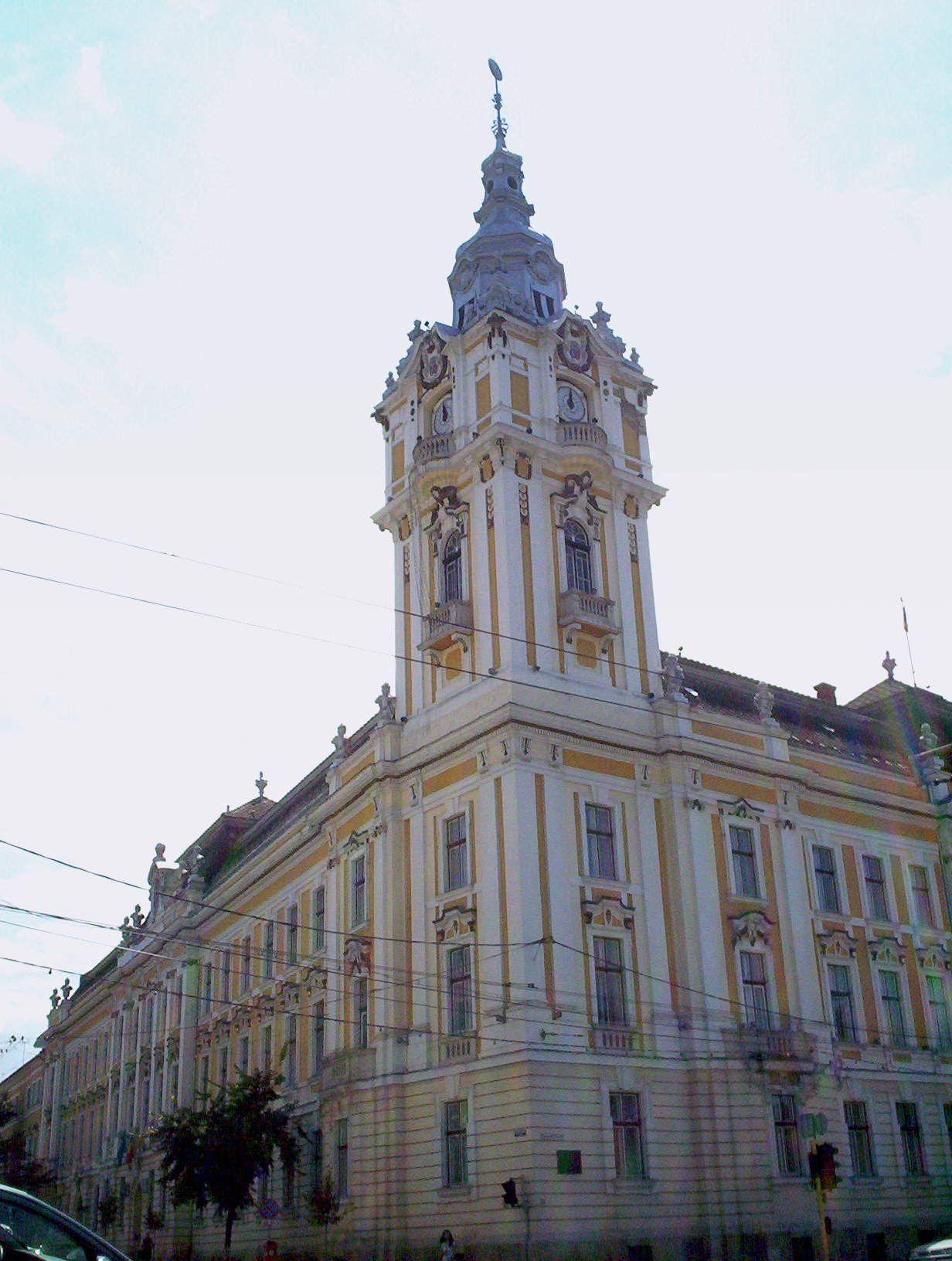
Rådhuset.
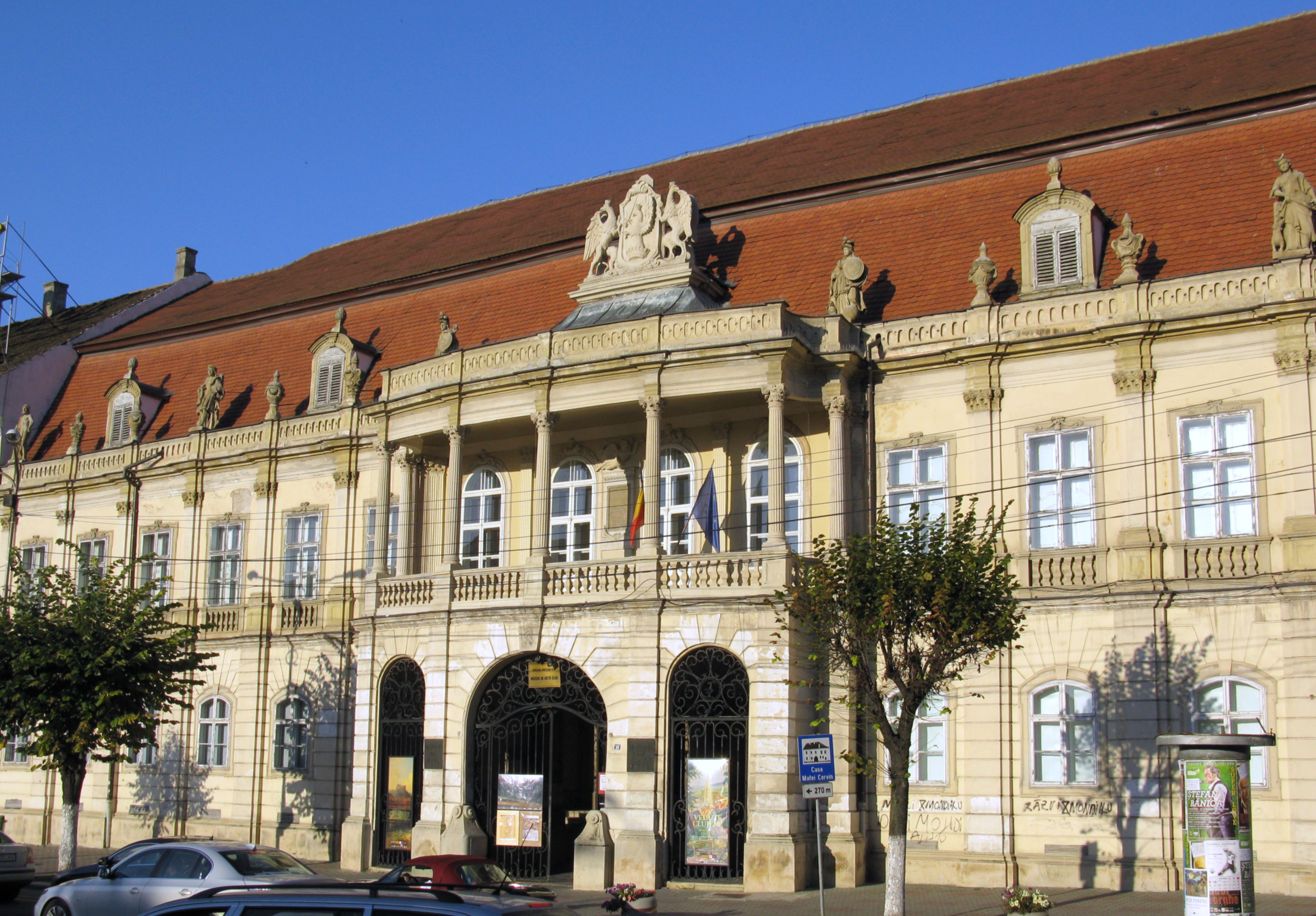
Bánffypalatset.
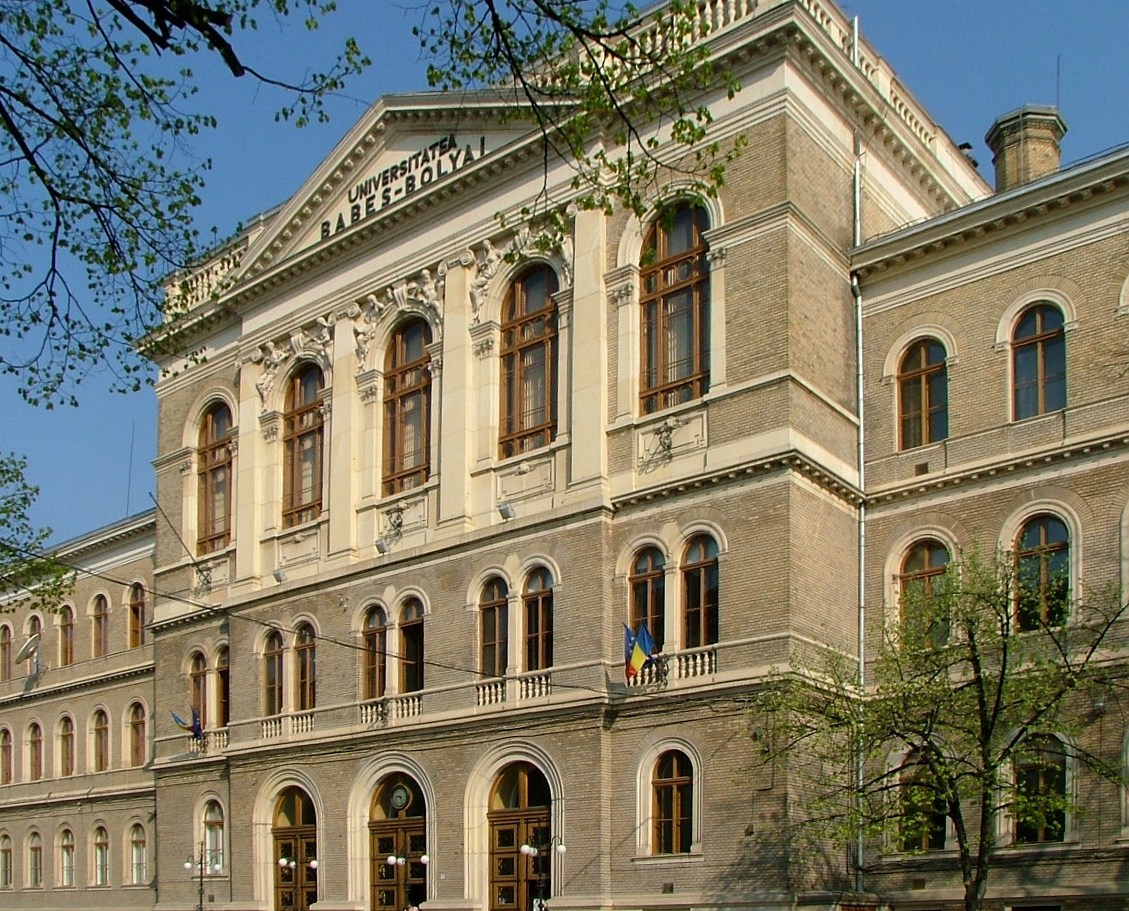
Babeş-Bolyai universitet.
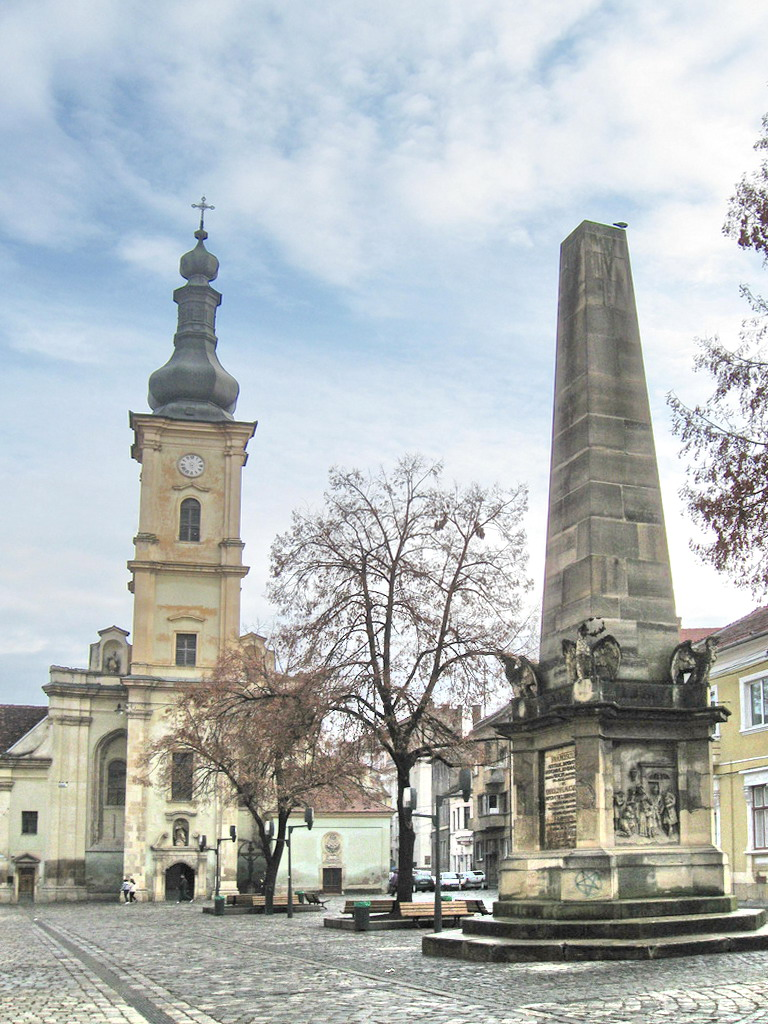
Museitorget.
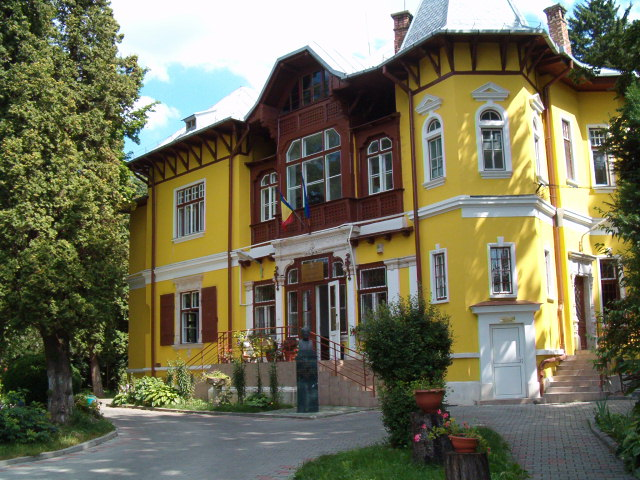
Pakey-villan.
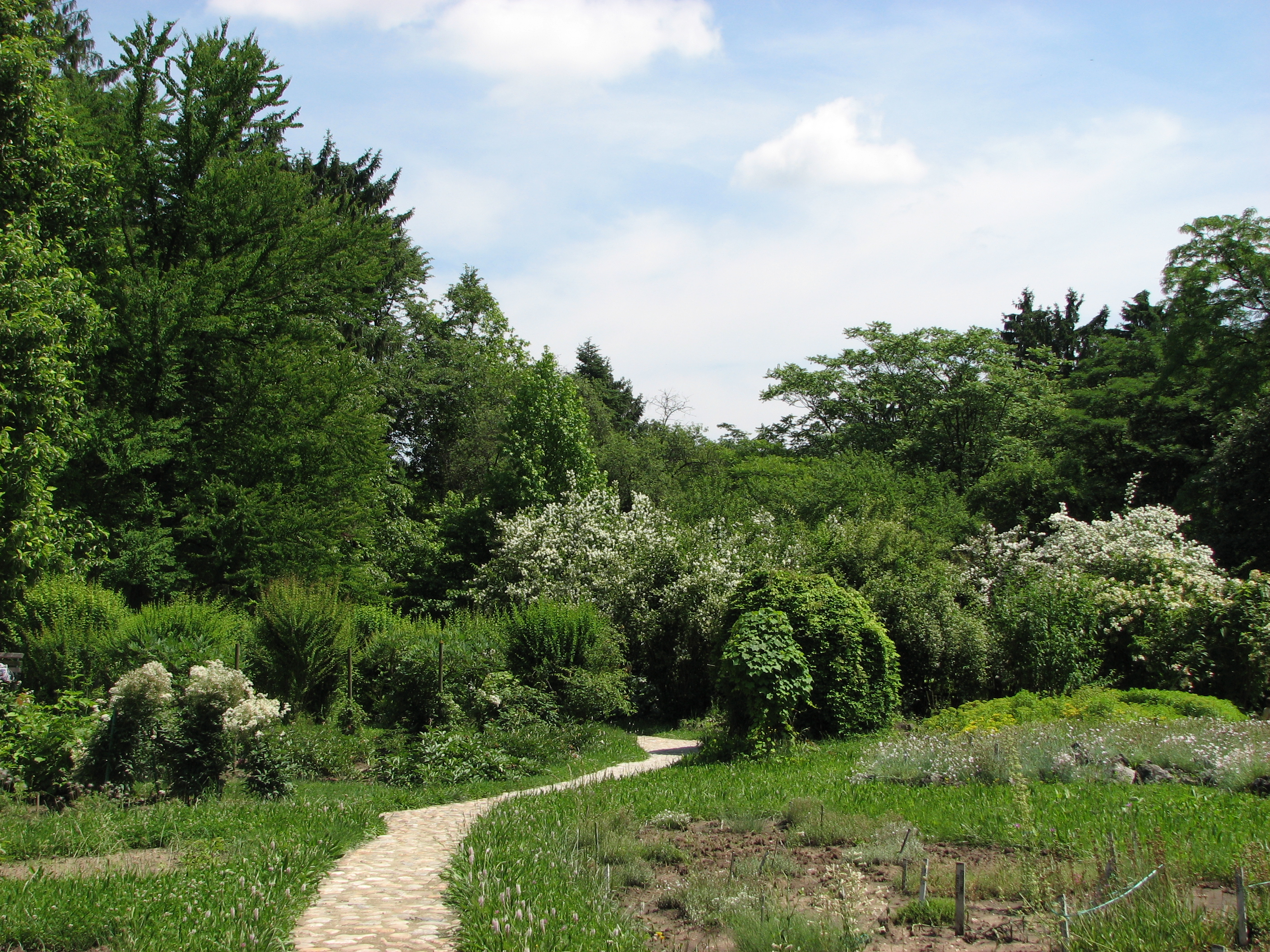
Botaniska trädgården.
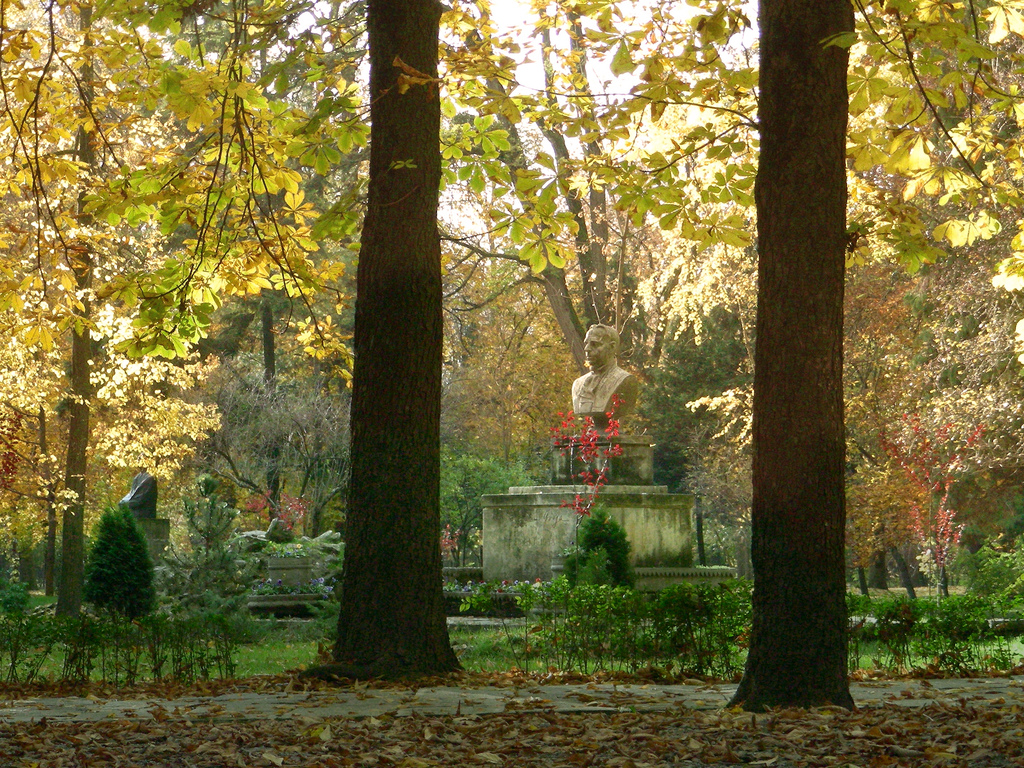
Stadsparken.
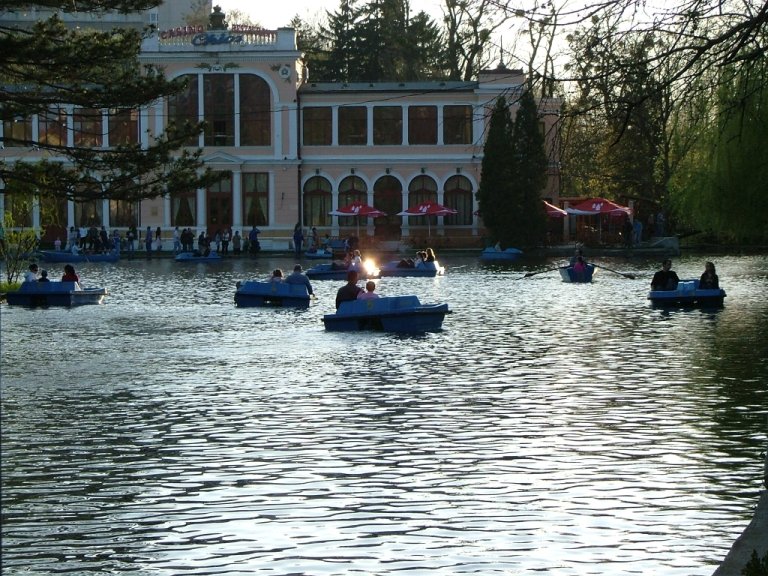
Sjön i stadsparken.